# 1756 Giacobini
1756 Giacobini (1937 YA) là một tiểu hành tinh vành đai chính được phát hiện ngày 24 tháng 12 năm 1937 bởi Patry, A. ở Nice.